# Danh sách phim điện ảnh Hàn Quốc năm 2014
Đây là danh sách bộ phim Hàn Quốc đã được phát hành tại rạp trong nước vào năm 2014.

## Doanh thu phòng vé
Các bộ phim Hàn Quốc có doanh thu cao nhất được phát hành vào năm 2014, tính theo tổng doanh thu phòng vé nội địa, như sau:
| Thứ hạng | Tiêu đề                    | Đơn vị phân phối                         | Tổng doanh thu nội địa |
| -------- | -------------------------- | ---------------------------------------- | ---------------------- |
| 1        | Đại thủy chiến             | CJ Entertainment                         | $110,371,725           |
| 2        | Lời hứa với cha            | CJ Entertainment                         | $90,198,588            |
| 3        | Hải tặc                    | Lotte Cultureworks                       | $53,961,090            |
| 4        | Miss Granny                | CJ Entertainment                         | $50,992,288            |
| 5        | Mình ơi, xin đừng qua sông | CGV Art House & Daemyung Culture Factory | $30,372,598            |
| 6        | Kỷ nguyên bạo tàn          | Showbox                                  | $30,073,491            |
| 7        | Thần bịp: Tay sát gái      | Lotte Cultureworks                       | $26,319,611            |
| 8        | The Fatal Encounter        | Lotte Cultureworks                       | $24,304,904            |
| 9        | The Divine Move            | Showbox                                  | $23,424,413            |
| 10       | A Hard Day                 | Showbox                                  | $21,957,467            |

## Phát hành
| Phát hành   | Tiêu đề                                                          | Tiêu đề tiếng Hàn                             | Đạo diễn                                                                                              | Diễn viên | Số lượng vé bán ra | Tham khảo |
| ----------- | ---------------------------------------------------------------- | --------------------------------------------- | --- | --- | ------------------ | --------- |
| 1 tháng 1   | Wet Dreams - Girl from the Dreams                                | 몽정애 - 꿈속의 여인                          | Lee Young-hwa                                                                                         | Lee Min-woo, Yoon Bo-ri |                    |           |
| 2 tháng 1   | Animal                                                           | 청춘예찬                                      | Choi Jong-woon                                                                                        | Kim Nam-hee, Kang Yu-mi | 85                 | [ 2 ]     |
| 9 tháng 1   | The Plan Man                                                     | 플랜맨                                        | Seong Si-heub                                                                                         | Jung Jae-young, Han Ji-min | 632,303            | [ 3 ]     |
| 9 tháng 1   | Yoon Hee                                                         | 윤희                                          | | Choi Ji-yeon, Hwang Seok-jung | 500                |           |
| 15 tháng 1  | Murderer                                                         | 살인자                                        | Lee Ki-wook                                                                                           | Ma Dong-seok, Ahn Do-gyu, Kim Hyun-soo | 88,199             | [ 4 ]     |
| 16 tháng 1  | Hype Nation 3D                                                   | 하이프네이션: 힙합사기꾼                      | Park Hyung-woo                                                                                        | Daniel Shin, Jay Park, Crown J | 3,792              |           |
| 16 tháng 1  | Taste                                                            | 맛                                            | | Jung Hyun-woo, Yoo Da-eun | 5,021              |           |
| 16 tháng 1  | Virgin Theory: 7 Steps to Get on the Top                         | 한 번도 안 해본 여자                          | Ahn Cheol-ho                                                                                          | Hwang Woo-seul-hye, Sa Hee | 9,582              |           |
| 22 tháng 1  | Hot Young Bloods                                                 | 피끓는 청춘                                   | Lee Yeon-woo                                                                                          | Park Bo-young, Lee Jong-suk | 1,676,040          | [ 5 ]     |
| 22 tháng 1  | Man in Love                                                      | 남자가 사랑할 때                              | Han Dong-wook                                                                                         | Hwang Jung-min, Han Hye-jin | 1,979,311          | [ 6 ]     |
| 22 tháng 1  | Miss Granny                                                      | 수상한 그녀                                   | Hwang Dong-hyuk                                                                                       | Shim Eun-kyung, Na Moon-hee | 8,632,239          | [ 7 ]     |
| 23 tháng 1  | The Dinner                                                       | 만찬                                          | Kim Dong-hyun                                                                                         | Jung Yi-kap, Park Se-jin | 1,669              |           |
| 23 tháng 1  | Stray Dogs                                                       | 들개들                                        | Ha Won-joon                                                                                           | Kim Jeong-hoon, Cha Ji-heon | 1,144              |           |
| 29 tháng 1  | The Huntresses                                                   | 조선미녀삼총사                                | Park Jae-hyun                                                                                         | Ha Ji-won, Kang Ye-won | 480,361            | [ 8 ]     |
| 30 tháng 1  | My Place                                                         | 마이 플레이스                                 | Park Moon-chil                                                                                        | | 1,810              |           |
| 6 tháng 2   | Another Promise                                                  | 또 하나의 약속                                | Kim Tae-yun                                                                                           | Park Chul-min | 495,971            | [ 9 ]     |
| 13 tháng 2  | Apostle                                                          | 신이 보낸 사람                                | Kim Jin-moo                                                                                           | Kim In-kwon, Hong Kyung-in | 417,371            | [ 10 ]    |
| 13 tháng 2  | Ordinary Days                                                    | 별일 아니다                                   | Kim Sang-seok                                                                                         | Kim Sang-seok, Kim Eun-joo |                    |           |
| 13 tháng 2  | Secret Tutor                                                     | 비밀과외                                      | Mr. L                                                                                                 | Yoon Sang-doo, Ye Rin | 1,590              |           |
| 13 tháng 2  | Venus Talk                                                       | 관능의 법칙                                   | Kwon Chil-in                                                                                          | Uhm Jung-hwa, Moon So-ri, Jo Min-su | 780,798            | [ 11 ]    |
| 20 tháng 2  | December                                                         | 디셈버                                        | Park Jeong-hoon                                                                                       | Shin Myung-jin, Kim Dong-won |                    | [ 12 ]    |
| 20 tháng 2  | House with a Good View - Tasty Sex                               | 전망좋은 하우스 - 맛있는 섹스                 | Mr. L                                                                                                 | Yoon Bo-ri, Kim Ji-won |                    |           |
| 20 tháng 2  | The Satellite Girl and Milk Cow                                  | 우리별 일호와 얼룩소                          | Jang Hyung-yoon                                                                                       | Jung Yu-mi, Yoo Ah-in | 43,469             | [ 13 ]    |
| 20 tháng 2  | Tabloid Truth                                                    | 찌라시: 위험한 소문                           | Kim Kwang-sik                                                                                         | Kim Kang-woo, Jung Jin-young | 1,221,207          | [ 14 ]    |
| 27 tháng 2  | The Actress Is Too Much                                          | 여배우는 너무해                               | Yoo Jung-hwan                                                                                         | Cha Ye-ryun, Jo Hyun-jae | 2,042              |           |
| 27 tháng 2  | Anxiety                                                          | 미스터 컴퍼니                                 | Min Hwan-ki                                                                                           | |                    |           |
| 27 tháng 2  | Lebanon Emotion                                                  | 레바논 감정                                   | Jung Young-heun                                                                                       | Choi Sung-ho, Jang Won-young | 888                | [ 15 ]    |
| 6 tháng 3   | The Empire of Shame                                              | 탐욕의 제국                                   | Hong Ri-kyung                                                                                         | | 3,862              |           |
| 6 tháng 3   | Intruders                                                        | 조난자들                                      | Noh Young-seok                                                                                        | Jeon Seok-ho, Oh Tae-kyung | 12,948             | [ 16 ]    |
| 6 tháng 3   | Manshin: Ten Thousand Spirits                                    | 리턴매치                                      | Park Chan-kyong                                                                                       | Moon So-ri, Ryu Hyun-kyung, Kim Sae-ron | 29,699             | [ 17 ]    |
| 6 tháng 3   | Return Match                                                     | 리턴매치                                      | Kim Yong-wan, Seon Jong-hoon                                                                          | Lee Ji-hoon, Jung Yeon-joo |                    |           |
| 9 tháng 3   | Finally                                                          | 파이널리                                      | Im Hyung-joo                                                                                          | Song Jae-hee, Seo Eun-chae |                    |           |
| 13 tháng 3  | Miss Call                                                        | 나가요미스콜                                  | Han Dong-ho                                                                                           | Choi Jong-hoon, Han Gyu-ri |                    |           |
| 13 tháng 3  | Monster                                                          | 몬스터                                        | Hwang In-ho                                                                                           | Lee Min-ki, Kim Go-eun | 512,715            | [ 18 ]    |
| 13 tháng 3  | Thread of Lies                                                   | 우아한 거짓말                                 | Lee Han                                                                                               | Kim Hee-ae, Go Ah-sung | 1,158,227          | [ 19 ]    |
| 13 tháng 3  | Two Wives                                                        | 두 아내                                       | Lee Soong-hwan                                                                                        | Go Eun-chong, Son Mi-hee | 8,314              |           |
| 14 tháng 3  | Glorious Days                                                    | 화창한 그날들                                 | Bang Hyeon-joon                                                                                       | Kim Dong-ha, Lee Mi-ae | 310                |           |
| 20 tháng 3  | Go, Stop, Murder                                                 | 고스톱 살인                                   | Kim Joon-kwon                                                                                         | Lee Seung-joon, Kim Hong-pa |                    |           |
| 20 tháng 3  | Total Messed Family                                              | 오빠가 돌아왔다                               | No Zin-soo                                                                                            | Son Byong-ho, Kim Min-ki |                    |           |
| 27 tháng 3  | A Case of Bachelor Abduction                                     | 청춘학당: 풍기문란 보쌈 야사                  | Gu Mo                                                                                                 | Lee Min-ho, Bae Seul-ki |                    |           |
| 27 tháng 3  | See, Beethoven                                                   | 씨, 베토벤                                    | Min Bok-gi, Park Jin-soon                                                                             | Kim So-jin, Gong Sang-ah |                    |           |
| 27 tháng 3  | Sketch                                                           | 스케치                                        | Lee Hyeok-jong                                                                                        | Go Eun-ah, Park Jae-jung |                    |           |
| 27 tháng 3  | The Taste of an Affair                                           | 불륜의 맛                                     | Lee Se-il                                                                                             | Kim Ji-won, Jeon Ryeo-won |                    |           |
| 3 tháng 4   | Mr. Perfect                                                      | 백프로                                        | Kim Myung-kyun                                                                                        | Yoon Shi-yoon, Yeo Jin-goo |                    | [ 20 ]    |
| 3 tháng 4   | Tinker Ticker                                                    | 들개                                          | Kim Jung-hoon                                                                                         | Byun Yo-han, Park Jung-min |                    | [ 21 ]    |
| 10 tháng 4  | Broken                                                           | 방황하는 칼날                                 | Lee Jeong-ho                                                                                          | Jung Jae-young, Lee Sung-min |                    | [ 22 ]    |
| 10 tháng 4  | Girls, Girls, Girls                                              | 녀녀녀                                        | Han Seung-rim                                                                                         | Shin Joo-ah, Koo Ji-sung |                    |           |
| 10 tháng 4  | Godsend                                                          | 신의 선물                                     | Moon Si-hyun                                                                                          | Lee Eun-woo, Jeon Soo-jin |                    |           |
| 10 tháng 4  | Guardian                                                         | 보호자                                        | Yoo Won-sang                                                                                          | Kim Su-hyeon, Go Seo-hee |                    | [ 23 ]    |
| 10 tháng 4  | Innocent Thing                                                   | 가시                                          | Kim Tae-kyun                                                                                          | Jang Hyuk, Jo Bo-ah |                    | [ 24 ]    |
| 10 tháng 4  | Let's Go to Rose Motel 2 - Thirst                                | 가자! 장미여관으로 2                          | Kim Bong-eun                                                                                          | Hwang Jung-ah, Im So-mi |                    |           |
| 10 tháng 4  | My Boy                                                           | 마이보이                                      | Jeon Kyu-hwan                                                                                         | Lee Tae-ran, Cha In-pyo |                    |           |
| 17 tháng 4  | God's Eye View                                                   | 시선                                          | Lee Chang-ho                                                                                          | Oh Kwang-rok, Nam Dong-ha, Seo Eun-chae |                    |           |
| 17 tháng 4  | Han Gong-ju                                                      | 한공주                                        | Lee Su-jin                                                                                            | Chun Woo-hee |                    | [ 25 ]    |
| 17 tháng 4  | KaTalk Project                                                   | 카토 프로젝트                                 | Kim Jeong-wook                                                                                        | |                    |           |
| 17 tháng 4  | The Legacy                                                       | 이쁜 것들이 되어라                            | Han Seung-hoon                                                                                        | Jung Gyu-woon, Yoon Seung-ah |                    | [ 23 ]    |
| 17 tháng 4  | Make Your Move 3D                                                | 메이크 유어 무브                              | Duane Adler                                                                                           | Derek Hough, BoA |                    | [ 26 ]    |
| 17 tháng 4  | Uigwe, the 8-Day Festival 3D                                     | 의궤, 8일간의 축제 3D                         | Choi Pil-gon                                                                                          | Yeo Jin-goo (narrator) |                    | [ 27 ]    |
| 24 tháng 4  | 10 Minutes                                                       | 10분                                          | Lee Yong-seung                                                                                        | Baek Jong-hwan, Kim Jong-gu |                    | [ 28 ]    |
| 24 tháng 4  | Melo                                                             | 멜로                                          | Roy Lee                                                                                               | Kim Hye-na, Lee Seon-ho |                    |           |
| 24 tháng 4  | My Father's Emails                                               | 아버지의 이메일                               | Hong Jae-hee                                                                                          | |                    |           |
| 24 tháng 4  | Shuttlecock                                                      | 셔틀콕                                        | Lee Yoo-bin                                                                                           | Lee Joo-seung, Kong Ye-ji |                    | [ 29 ]    |
| 30 tháng 4  | The Fatal Encounter                                              | 역린                                          | Lee Jae-kyoo                                                                                          | Hyun Bin, Jung Jae-young, Jo Jung-suk |                    | [ 30 ]    |
| 30 tháng 4  | The Target                                                       | 표적                                          | Chang (Yoon Hong-seung)                                                                               | Ryu Seung-ryong, Lee Jin-wook, Yoo Jun-sang |                    | [ 31 ]    |
| 14 tháng 5  | Obsessed                                                         | 인간중독                                      | Kim Dae-woo                                                                                           | Song Seung-heon, Lim Ji-yeon |                    | [ 32 ]    |
| 15 tháng 5  | Campus S Couple                                                  | 캠퍼스 S 커플                                 | Song Chang-yong                                                                                       | Choi Phillip, Moon Bo-ryung, Seo Hyo-myung, Park Ran |                    |           |
| 15 tháng 5  | Mad Sad Bad                                                      | 신촌좀비만화                                  | Ryoo Seung-wan, Han Ji-seung, Kim Tae-yong                                                            | ("Ghost") Lee David, Park Jung-min, Son Soo-hyun, Kwak Do-won ("I Saw You") Park Ki-woong, Nam Gyu-ri ("Picnic") Kim Soo-an, Park Mi-hyun               |                    | [ 33 ]    |
| 15 tháng 5  | Sage Solutions                                                   | 슬기로운 해법                                 | Tae Jun-seek                                                                                          | |                    | [ 34 ]    |
| 22 tháng 5  | Ghost Messenger                                                  | 고스트 메신저                                 | Gu Bong-ho                                                                                            | Eun Jeong, Park Seong-tae |                    |           |
| 22 tháng 5  | A Girl at My Door                                                | 도희야                                        | July Jung                                                                                             | Bae Doona, Kim Sae-ron, Song Sae-byeok |                    | [ 35 ]    |
| 22 tháng 5  | The Groin                                                        | 배꼽과 무릎사이                               | Lee Soong-hwan                                                                                        | Heo Dong-won, Jeong Ho-joon, Bori |                    |           |
| 22 tháng 5  | Mizo                                                             | 미조                                          | Nam Ki-woong                                                                                          | Lee Hyo, Yoon Dong-hwan |                    |           |
| 22 tháng 5  | One on One                                                       | 일대일                                        | Kim Ki-duk                                                                                            | Ma Dong-seok, Lee Yi-kyung, Kim Young-min |                    |           |
| 29 tháng 5  | Genome Hazard                                                    | 무명인                                        | Kim Sung-su                                                                                           | Hidetoshi Nishijima, Kim Hyo-jin |                    | [ 36 ]    |
| 29 tháng 5  | A Hard Day                                                       | 끝까지 간다                                   | Kim Seong-hun                                                                                         | Lee Sun-kyun, Cho Jin-woong |                    | [ 37 ]    |
| 29 tháng 5  | One Summer Night                                                 | 인생은 새옹지마                               | Kim Tae-yong                                                                                          | Go Kyung-pyo, Lee Cho-hee, Ahn Jae-min |                    |           |
| 29 tháng 5  | Rosa                                                             | 로사 이야기                                   | Maeng Gwan-pyo                                                                                        | Dayana Ruzmetova, Jo Ha-seok |                    |           |
| 29 tháng 5  | A Touch of Unseen                                                | 귀접                                          | Lee Hyun-chul                                                                                         | Lee Eon-jeong, Park Soo-in |                    |           |
| 29 tháng 5  | Young Mother 2                                                   | 젊은 엄마 2                                   | Noh Seong-soo                                                                                         | Cha Soon-hyeong, So Yoon |                    |           |
| 4 tháng 6   | Man on High Heels                                                | 하이힐                                        | Jang Jin                                                                                              | Cha Seung-won, Oh Jung-se |                    | [ 38 ]    |
| 4 tháng 6   | No Tears for the Dead                                            | 우는 남자                                     | Lee Jeong-beom                                                                                        | Jang Dong-gun, Kim Min-hee |                    | [ 39 ]    |
| 5 tháng 6   | Ready Action! Violence Movies                                    | 레디 액션! 폭력영화                           | Jung Jae-woong, Choe Won-kyung, Kim Do-kyoung                                                         | ("Min-ho Is Unbeatable") Min Ho-yul ("Making Film") Oh Sung-geun ("My Fight") Jang Cheol-min                                                            |                    |           |
| 12 tháng 6  | An American Friend                                               | 미국인 친구                                   | Sung Ji-hye                                                                                           | Nam Sung-jin, Hwang Geum-hee, Bae Jung-hwa |                    |           |
| 12 tháng 6  | For the Emperor                                                  | 황제를 위하여                                 | Park Sang-jun                                                                                         | Lee Min-ki, Park Sung-woong |                    | [ 40 ]    |
| 12 tháng 6  | Gyeongju                                                         | 경주                                          | Zhang Lu                                                                                              | Park Hae-il, Shin Min-ah |                    | [ 41 ]    |
| 12 tháng 6  | The Stone                                                        | 스톤                                          | Cho Se-rae                                                                                            | Cho Dong-in, Kim Roi-ha, Park Won-sang |                    | [ 42 ]    |
| 12 tháng 6  | You Are My Vampire                                               | 그댄 나의 뱀파이어                            | Lee Won-hoi                                                                                           | Choi Yoon-young, Park Jeong-sik |                    | [ 43 ]    |
| 19 tháng 6  | The Actress Spy                                                  | 여배우 공작단                                 | Jeon Tae-yoon                                                                                         | Lee Ja-eun, Heo Dong-won, Lee Jeong-hoon |                    |           |
| 26 tháng 6  | Futureless Things                                                | 이것이 우리의 끝이다                          | Kim Kyung-mook                                                                                        | Yoo Young, Gong Young |                    | [ 44 ]    |
| 26 tháng 6  | Let's Dance                                                      | 자, 이제 댄스타임                             | Jo Se-young                                                                                           | Park Ji-hye, Song Sam-dong |                    |           |
| 26 tháng 6  | Winter Garden                                                    | 프랑스인 김명실                               | Lee Ji-hyun                                                                                           | |                    |           |
| 3 tháng 7   | Black Deal                                                       | 블랙딜                                        | Lee Hoon-kyu                                                                                          | |                    |           |
| 3 tháng 7   | The Divine Move                                                  | 신의 한수                                     | Jo Bum-gu                                                                                             | Jung Woo-sung, Lee Beom-soo |                    | [ 45 ]    |
| 3 tháng 7   | Mizo                                                             | 미조                                          | Nam Ki-woong                                                                                          | Yoon Dong-hwan, Shin So-mi |                    |           |
| 3 tháng 7   | Mourning Grave                                                   | 소녀괴담                                      | Oh In-chun                                                                                            | Kang Ha-neul, Kim So-eun |                    | [ 46 ]    |
| 3 tháng 7   | Navigation                                                       | 내비게이션                                    | Jang Kwon-ho                                                                                          | Hwang Bo-ra, Tak Teu-in, Kim Jun-ho |                    |           |
| 3 tháng 7   | One Night Only                                                   | 원나잇온리                                    | Kim Jho Kwang-soo, Kim Tae-yong                                                                       | ("One Night") Yoo Min-kyu, Jeong Won-jo ("Night Bug") Park Soo-jin, Jo Bok-rae                                                                          |                    |           |
| 9 tháng 7   | Desirable Taste                                                  | 그 참을 수 없는 맛                            | Lee Ji-hyeong                                                                                         | Jo Moon-joo, Kim Seon-wool |                    |           |
| 10 tháng 7  | Confession                                                       | 좋은 친구들                                   | Lee Do-yun                                                                                            | Ji Sung, Ju Ji-hoon, Lee Kwang-soo |                    | [ 47 ]    |
| 10 tháng 7  | I Like Sexy Women                                                | 나는 야한 여자가 좋다                         | Shin Jung-kyun                                                                                        | Kim Tae-han, Seo Ri-seul |                    |           |
| 10 tháng 7  | Sookhee                                                          | 숙희                                          | Yang Ji-eun                                                                                           | Chae Min-seo, Jo Han-cheol |                    |           |
| 16 tháng 7  | Her Addiction                                                    | 중독애                                        | Han So-joon                                                                                           | Kim So-ra, Kwak Jin |                    |           |
| 17 tháng 7  | Non-Fiction Diary                                                | 논픽션 다이어리                               | Jung Yoon-suk                                                                                         | |                    | [ 48 ]    |
| 17 tháng 7  | Santa Barbara                                                    | 산타바바라                                    | David Cho                                                                                             | Lee Sang-yoon, Yoon Jin-seo |                    | [ 49 ]    |
| 23 tháng 7  | Kỷ nguyên bạo tàn                                                | 군도:민란의 시대                              | Yoon Jong-bin                                                                                         | Ha Jung-woo, Kang Dong-won |                    | [ 50 ]    |
| 23 tháng 7  | Passionate Love                                                  | 열애                                          | Lee Soong-hwan                                                                                        | Jeong Min, Oh Soo-min, Han Cho-ah |                    |           |
| 24 tháng 7  | Affair                                                           | 밀애                                          | Kim In-gyoo, Kim Min-joon                                                                             | Yoo Ra-seong, Hwang Bo-wook |                    |           |
| 24 tháng 7  | Our Family                                                       | 우리가족                                      | Kim Do-hyun                                                                                           | |                    | [ 51 ]    |
| 30 tháng 7  | Đại thủy chiến                                                   | 명량-회오리바다                               | Kim Han-min                                                                                           | Choi Min-sik, Ryu Seung-ryong |                    | [ 52 ]    |
| 31 tháng 7  | Haru                                                             | 관계                                          | Kim Myeong-seo                                                                                        | Kim Kyeong-ik, Jin Hye-kyeong |                    |           |
| 31 tháng 7  | The Suffered                                                     | 피해자들                                      | No Zin-soo                                                                                            | Ryu Tae-joon, Jang Eun-ah |                    |           |
| 6 tháng 8   | Hải tặc                                                          | 해적: 바다로 간 산적                          | Lee Seok-hoon                                                                                         | Kim Nam-gil, Son Ye-jin |                    | [ 53 ]    |
| 6 tháng 8   | Resolve                                                          | 떡                                            | Lee Yeong-in                                                                                          | Choo Seon, Kim Ji-ah |                    |           |
| 7 tháng 8   | The Cardinal                                                     | 그 사람 추기경                                | Jeon Seong-woo                                                                                        | Stephen Kim Sou-hwan |                    | [ 54 ]    |
| 7 tháng 8   | Super Virgin                                                     | 숫호구                                        | Back Seung-kee                                                                                        | Back Seung-kee, Jo Han-cheol |                    | [ 55 ]    |
| 7 tháng 8   | T-Pang Rescue                                                    | 극장판 뛰뛰빵빵 구조대 미션: 둥둥이를 구하라! | Bang Hyung-woo                                                                                        | |                    |           |
| 13 tháng 8  | Haemoo                                                           | 해무                                          | Shim Sung-bo                                                                                          | Park Yoochun, Kim Yoon-seok |                    |           |
| 14 tháng 8  | 18 - Eighteen Noir                                               | 18: 우리들의 성장 느와르                      | Han Yun-sun                                                                                           | Lee Jae-eung, Cha Yeop |                    |           |
| 14 tháng 8  | Hope in Baseco                                                   | 바세코의 아이들                               | Kim Kyeong-sik                                                                                        | |                    |           |
| 14 tháng 8  | Insect Kingdom 3D                                                | 곤충왕국 3D                                   | Kim Jeong-min, Kim Jin-man                                                                            | |                    |           |
| 14 tháng 8  | Janus: Two Faces of Desire                                       | 야누스: 욕망의 두 얼굴                        | Son Young-ho                                                                                          | Oh In-hye, Lee Eun-mi |                    |           |
| 20 tháng 8  | Tunnel 3D                                                        | 터널 3D                                       | Park Gyu-taek                                                                                         | Jeong Yu-mi, Yeon Woo-jin |                    |           |
| 21 tháng 8  | The King of Jokgu                                                | 족구왕                                        | Woo Moon-gi                                                                                           | Ahn Jae-hong, Hwang Seung-eon |                    |           |
| 21 tháng 8  | My Ordinary Love Story                                           | 내 연애의 기억                                | Lee Kwon                                                                                              | Kang Ye-won, Song Sae-byeok |                    | [ 56 ]    |
| 21 tháng 8  | The Road Called Life                                             | 메밀꽃, 운수 좋은 날, 그리고 봄봄             | Ahn Jae-hoon, Han Hye-jin                                                                             | Jang Gwang, Ryu Hyun-kyung |                    |           |
| 21 tháng 8  | The Story of Ong-nyeo                                            | 옹녀뎐                                        | Kyeong Seok-ho                                                                                        | Han Chae-yoo, Kang Kyeong-woo |                    |           |
| 21 tháng 8  | Welcome                                                          | 왓니껴                                        | Lee Dong-sam                                                                                          | Shim Hye-jin, Jeon No-min |                    |           |
| 27 tháng 8  | Haru                                                             | 관계                                          | Kim Myeong-soo                                                                                        | Kim Kyeong-ik, Jin Hye-kyeong |                    |           |
| 28 tháng 8  | Night Flight                                                     | 야간비행                                      | Leesong Hee-il                                                                                        | Kwak Si-yang, Lee Jae-joon |                    |           |
| 28 tháng 8  | Pick Up Artist                                                   | 픽업 아티스트                                 | Jun Do-han                                                                                            | Park Yong-beom, Choi Ho-joong |                    |           |
| 3 tháng 9   | My Brilliant Life                                                | 두근두근 내 인생                              | E J-yong                                                                                              | Kang Dong-won, Song Hye-kyo |                    | [ 57 ]    |
| 3 tháng 9   | Thần bịp: Tay sát gái                                            | 타짜: 신의 손                                 | Kang Hyeong-cheol                                                                                     | Choi Seung-hyun, Shin Se-kyung |                    | [ 58 ]    |
| 4 tháng 9   | Golden Chariot in the Sky                                        | 하늘의 황금마차                               | O Muel                                                                                                | Kim Dong-ho, Moon Seok-beom |                    | [ 59 ]    |
| 4 tháng 9   | Hill of Freedom                                                  | 자유의 언덕                                   | Hong Sang-soo                                                                                         | Ryo Kase, Moon So-ri |                    | [ 60 ]    |
| 11 tháng 9  | A Record of Sweet Murder                                         | 원 컷 - 어느 친절한 살인자의 기록             | Kōji Shiraishi                                                                                        | Yeon Je-wook, Kim Kkot-bi, Tsukasa Aoi, Ryotaro Yonemura                                                                                                |                    |           |
| 11 tháng 9  | The Wicked                                                       | 마녀                                          | Yoo Young-sun                                                                                         | Park Ju-hee, Na Soo-yoon |                    |           |
| 11 tháng 9  | Wrestling                                                        | 레쓰링                                        | Kim Ho-joon                                                                                           | Choi Sung-kook, Song Eun-chae, Ha Na-kyeong |                    |           |
| 17 tháng 9  | Dangerous Seduction - There's Only Loneliness Where Memories Lie | 위험한 유혹 - 추억이 떠나면 외로움만 남는다   | Lee Sang-hwa                                                                                          | Choo Seon, Han Chang-hyeon |                    |           |
| 17 tháng 9  | Food Chain                                                       | 먹이사슬                                      | Han Dong-ho                                                                                           | Yoon Seol-hee, Kim Min-hyeok |                    |           |
| 18 tháng 9  | One for All, All for One                                         | 60만번의 트라이                               | Park Sa-yu, Park Don-sa                                                                               | Moon Jung-hee (narrator) |                    | [ 61 ]    |
| 18 tháng 9  | The Plan                                                         | 설계                                          | Park Chang-jin                                                                                        | Shin Eun-kyung, Kang Ji-sub, Oh In-hye |                    |           |
| 25 tháng 9  | 9 Muses of Star Empire                                           | 나인뮤지스; 그녀들의 서바이벌                 | Lee Hark-joon                                                                                         | |                    | [ 62 ]    |
| 25 tháng 9  | A Fresh Girl                                                     | 청아                                          | Kim Jung-ho                                                                                           | Kim Se-in, Bang Seong-ho |                    | [ 63 ]    |
| 25 tháng 9  | A Pharisee                                                       | 바리새인                                      | Jung Young-bae                                                                                        | Ye Hak-young, Jo Min-a |                    |           |
| 25 tháng 9  | Splendid but Sad Days                                            | 순천                                          | Lee Hong-ki                                                                                           | |                    |           |
| 25 tháng 9  | Toxic Desire: Addiction                                          | 욕망의 독: 중독                               | Yoon Yeo-chang                                                                                        | Hong Kyeong-in, Kim Seon-young |                    |           |
| 25 tháng 9  | Zombie School                                                    | 좀비스쿨                                      | Kim Seok-jung                                                                                         | Baek Seo-bin, Ha Eun-seol |                    |           |
| 1 tháng 10  | I Like Sexy Women 2                                              | 나는 야한 여자가 좋다 2                       | Kim Bong-eun                                                                                          | Seol Hyo-joo, Bae Geon-sik |                    |           |
| 2 tháng 10  | Jungle Shuffle                                                   | 정글히어로                                    | Park Tae-dong, Mauricio De la Orta                                                                    | Drake Bell, Rob Schneider, Jessica DiCicco |                    | [ 64 ]    |
| 2 tháng 10  | Mizo                                                             | 미조                                          | Nam Ki-woong                                                                                          | Lee Hyo, Yoon Dong-hwan |                    | [ 65 ]    |
| 2 tháng 10  | Scarlet Innocence                                                | 마담 뺑덕                                     | Yim Pil-sung                                                                                          | Jung Woo-sung, Esom |                    | [ 66 ]    |
| 2 tháng 10  | Slow Video                                                       | 슬로우 비디오                                 | Kim Young-tak                                                                                         | Cha Tae-hyun, Nam Sang-mi |                    | [ 67 ]    |
| 2 tháng 10  | Whistle Blower                                                   | 제보자                                        | Yim Soon-rye                                                                                          | Park Hae-il, Yoo Yeon-seok |                    | [ 68 ]    |
| 8 tháng 10  | Let's Go to Rose Motel 3 - Wandering                             | 가자! 장미여관으로 3 - 방황                   | Kim Bong-eun                                                                                          | Seo Yeon-joo, Lee Jong-joon |                    |           |
| 8 tháng 10  | Manhole                                                          | 맨홀                                          | Shin Jae-young                                                                                        | Jung Kyung-ho, Jung Yu-mi, Kim Sae-ron |                    | [ 69 ]    |
| 8 tháng 10  | My Love, My Bride                                                | 나의 사랑 나의 신부                           | Im Chan-sang                                                                                          | Jo Jung-suk, Shin Min-ah |                    | [ 70 ]    |
| 16 tháng 10 | Compassion                                                       | 천 번을 불러도                                | Shin Sung-sub                                                                                         | Kim Choi-yong, Lee Cheong-mi |                    |           |
| 16 tháng 10 | Hwang Gu                                                         | 황구                                          | Park Yong-jib                                                                                         | Ji-min, Kwon So-hyun, Park Hee-geon |                    |           |
| 16 tháng 10 | Where's Satomi?                                                  | 사토미를 찾아라                               | New Pistol                                                                                            | Satomi Yuria, Kwak Han-gu |                    |           |
| 22 tháng 10 | Lies 2014                                                        | 거짓말 2014                                   | Lee Min-hwan                                                                                          | Yoon Seol-hee, Hong Seok-yeon |                    |           |
| 23 tháng 10 | Red Carpet                                                       | 레드카펫                                      | Park Beom-soo                                                                                         | Yoon Kye-sang, Go Joon-hee |                    | [ 71 ]    |
| 23 tháng 10 | The Truth Shall Not Sink with Sewol                              | 다이빙벨                                      | Ahn Hae-ryong, Lee Sang-ho                                                                            | |                    | [ 72 ]    |
| 23 tháng 10 | We Are Brothers                                                  | 우리는 형제입니다                             | Jang Jin                                                                                              | Cho Jin-woong, Kim Sung-kyun |                    |           |
| 29 tháng 10 | The Woman Upstairs                                               | 위층여자                                      | Lee Chan-wook                                                                                         | Yuri Seo, Park Won-bin |                    |           |
| 30 tháng 10 | The Disciple John Oak                                            | 제자, 옥한흠                                  | Kim Sang-cheol                                                                                        | Kwon Oh-joong, Sung Yu-ri (narrators) |                    |           |
| 30 tháng 10 | Fantasy                                                          | 환상                                          | Lee Soong-hwan                                                                                        | Park Jae-hoon, Noh Soo-ram |                    |           |
| 30 tháng 10 | Love Affair                                                      | 정사                                          | Kim Jung-hwan                                                                                         | Han Se-ah, Ryu Seong-hyeon |                    |           |
| 30 tháng 10 | My Dictator                                                      | 나의 독재자                                   | Lee Hae-jun                                                                                           | Sol Kyung-gu, Park Hae-il |                    | [ 73 ]    |
| 30 tháng 10 | Romance in Seoul                                                 | 서울연애                                      | Cho Hyun-chul, Choi Si-hyung, Lee Jeong-hong, Jung Jae-hoon, Lee Woo-jung, Jung Hyuk-ki, Kim Tae-yong | Park Joo-hee, Koo Kyo-hwan |                    |           |
| 30 tháng 10 | Tuning Fork                                                      | 소리굽쇠                                      | Choo Sang-rok                                                                                         | Jo An, Kim Min-sang |                    |           |
| 6 tháng 11  | Daughter                                                         | 다우더                                        | Ku Hye-sun                                                                                            | Ku Hye-sun, Shim Hye-jin |                    | [ 74 ]    |
| 6 tháng 11  | Entangled                                                        | 현기증                                        | Lee Don-ku                                                                                            | Kim Young-ae, Do Ji-won, Song Il-gook, Kim So-eun |                    |           |
| 6 tháng 11  | Fashion King                                                     | 패션왕                                        | Oh Ki-hwan                                                                                            | Joo Won, Sulli, Ahn Jae-hyun, Park Se-young, Kim Sung-oh                                                                                                |                    | [ 75 ]    |
| 6 tháng 11  | Fire in Hell                                                     | 지옥화                                        | Lee Sang-woo                                                                                          | Won Tae-hee, Cha Seung-min |                    | [ 76 ]    |
| 6 tháng 11  | Glory for Everyone                                               | 누구에게나 찬란한                             | Lim Yu-cheol                                                                                          | Kim Nam-gil (narrator) |                    | [ 77 ]    |
| 13 tháng 11 | Cart                                                             | 카트                                          | Boo Ji-young                                                                                          | Yum Jung-ah, Moon Jung-hee |                    | [ 78 ]    |
| 13 tháng 11 | A Dream of Iron                                                  | 철의 꿈                                       | Kelvin Kyung Kun Park                                                                                 | |                    | [ 79 ]    |
| 13 tháng 11 | Set Me Free                                                      | 거인                                          | Kim Tae-yong                                                                                          | Choi Woo-shik, Kim Su-hyeon |                    | [ 80 ]    |
| 13 tháng 11 | The Youth                                                        | 레디액션 청춘                                 | Kim Jin-moo, Kim Ji-mook, Ju Seong-su, Park Ga-hee, Jung Won-sik                                      | ("The Rumor") Lee Donghae, Woorin ("Going Out") Ari ("Enemies All Around") Song Seung-hyun ("Wonderwall") Goo Won, Nam Ji-hyun ("Play Girl") Seo Eun-ah |                    | [ 81 ]    |
| 20 tháng 11 | Dad for Rent                                                     | 아빠를 빌려드립니다                           | Kim Deok-su                                                                                           | Kim Sang-kyung, Moon Jung-hee |                    |           |
| 20 tháng 11 | He Who Loves the World                                           | 그 사람 그 사랑 그 세상                       | Kwon Hyeok-man                                                                                        | Kang Seok-woo, Lee Kwang-gi, Choi Kang-hee (narrators)                                                                                                  |                    |           |
| 20 tháng 11 | Late Spring                                                      | 봄                                            | Cho Geun-hyun                                                                                         | Park Yong-woo, Kim Seo-hyung, Lee Yoo-young |                    | [ 82 ]    |
| 20 tháng 11 | Mot                                                              | 못                                            | Seo Ho-bin                                                                                            | Ho Hyo-hoon, Kang Bong-seong, Lee Paul |                    |           |
| 27 tháng 11 | Big Match                                                        | 빅매치                                        | Choi Ho                                                                                               | Lee Jung-jae, Shin Ha-kyun |                    | [ 83 ]    |
| 27 tháng 11 | Mình ơi, xin đừng qua sông                                       | 님아, 그 강을 건너지 마오                     | Jin Mo-young                                                                                          | Jo Byeong-man, Kang Kye-yeol |                    | [ 84 ]    |
| 27 tháng 11 | Thuy                                                             | 안녕, 투이                                    | Kim Jae-han                                                                                           | Ninh Dương Lan Ngọc, Myung Gye-nam |                    | [ 85 ]    |
| 27 tháng 11 | The Way to School                                                | 학교 가는길                                   | Lee Kyung-mook, Goo Joong-hee                                                                         | Dolka, Kenlub, Rikjin Angboo, Norboo, Chiring Boonchok                                                                                                  |                    | [ 86 ]    |
| 4 tháng 12  | A Dynamite Family                                                | 덕수리5형제                                   | Jeon Hyung-jun                                                                                        | Yoon Sang-hyun, Song Sae-byeok, Lee Ah-i, Hwang Chansung, Kim Ji-min, Lee Kwang-soo                                                                     |                    |           |
| 4 tháng 12  | GROW: Infinite's Real Youth Life                                 | GROW: 인피니트의 리얼 청춘 라이프             | Kim Jin-soo                                                                                           | Infinite |                    |           |
| 4 tháng 12  | Highway Stars                                                    | 악사들                                        | Kim Ji-gon                                                                                            | Udambara |                    |           |
| 4 tháng 12  | The Hospice                                                      | 목숨                                          | Lee Chang-jae                                                                                         | |                    |           |
| 4 tháng 12  | Men and Women                                                    | 춘하추동 로맨스                               | Oh Chang-min                                                                                          | Lee Eung-jae, Choi Eun-ah |                    |           |
| 4 tháng 12  | My Sister                                                        | 울언니                                        | Lee Je-rak                                                                                            | Oh Kwang-rok, Hwang Geum-hee, Yang Ha-eun, Kim Kyoul |                    |           |
| 10 tháng 12 | Quo Vadis                                                        | 쿼바디스                                      | Kim Jae-hwan                                                                                          | Lee Jong-yoon, Ahn Suk-hwan, Nam Myeong-ryeol |                    |           |
| 11 tháng 12 | 51+                                                              | 파티51                                        | Jung Yong-taek                                                                                        | |                    | [ 87 ]    |
| 11 tháng 12 | Mulberry 2014                                                    | 뽕2014                                        | Kong Ja-kwan                                                                                          | Kim Yeon-soo, Lee Ri-na |                    |           |
| 11 tháng 12 | Pororo, The Snow Fairy Village Adventure                         | 뽀로로 극장판 눈요정 마을 대모험              | Kim Hyun-ho                                                                                           | Lee Sun, Ham Su-jung, Hong So-yeong, Lee Mi-ja, Jung Mi-suk, Kim Hwan-chin                                                                              |                    |           |
| 11 tháng 12 | Shinhwa Live 3D: The Legend Continues                            | 신화 라이브 3D 더 레전드 컨티뉴스             | Son Seok                                                                                              | Shinhwa |                    |           |
| 17 tháng 12 | Lời hứa với cha                                                  | 국제시장                                      | Yoon Je-kyoon                                                                                         | Hwang Jung-min, Yunjin Kim, Oh Dal-su |                    | [ 88 ]    |
| 18 tháng 12 | The 4th Innovator                                                | 제4 이노베이터                                | Han Myeong-gu                                                                                         | Jeon Joo-yeon, Dokgo Young-jae |                    |           |
| 18 tháng 12 | Awaiting                                                         | 민우씨 오는 날                                | Kang Je-gyu                                                                                           | Moon Chae-won, Go Soo |                    | [ 89 ]    |
| 18 tháng 12 | Change Zoororing                                                 | 쥬로링 동물탐정 극장판                        | Choi Jeong-guk                                                                                        | Kim Seo-yeong, Moon Nam-sook |                    |           |
| 18 tháng 12 | Ensemble                                                         | 앙상블                                        | Lee Jong-pil                                                                                          | Hwang Jung-min, Yunjin Kim, Oh Dal-su |                    |           |
| 18 tháng 12 | A Rented Room in Heaven                                          | 천국의 셋방                                   | Kim Jae-soo                                                                                           | Oh Seong-tae, Ha Hee-kyeong |                    |           |
| 24 tháng 12 | The Con Artists                                                  | 기술자들                                      | Kim Hong-sun                                                                                          | Kim Woo-bin, Lee Hyun-woo, Ko Chang-seok |                    | [ 90 ]    |
| 24 tháng 12 | The Royal Tailor                                                 | 상의원                                        | Lee Won-suk                                                                                           | Han Suk-kyu, Go Soo, Park Shin-hye, Yoo Yeon-seok |                    | [ 91 ]    |
| 31 tháng 12 | How to Steal a Dog                                               | 개를 훔치는 완벽한 방법                       | Kim Sung-ho                                                                                           | Lee Re, Kim Hye-ja, Kang Hye-jung, Choi Min-soo, Lee Chun-hee                                                                                           |                    | [ 92 ]    |
| 31 tháng 12 | The Tenor – Lirico Spinto                                        | 더 테너 리리코 스핀토                         | Kim Sang-man                                                                                          | Yoo Ji-tae, Cha Ye-ryun, Yūsuke Iseya |                    | [ 93 ]    |